# Bassins
Bassins é uma comuna da Suíça, situada no distrito de Nyon, no cantão de Vaud. Tem 20,80 km² de área e sua população em 2018 foi estimada em 1.344 habitantes.